# Centrul Național Francez de Cercetări Științifice
Centrul Național Francez de Cercetări Științifice (în franceză Centre national de la recherche scientifique), cunoscut sub sigla CNRS, este cea mai mare organizație publică franceză de cercetări științifice. Considerat instituție publică cu caracter științific și tehnologic, centrul se află sub administrarea Ministerului Învățământului Superior și Cercetării din Franța.
Înființat prin decret lege în ziua de 19 octombrie 1939,, are rolul de a „coordona activitatea laboratoarelor în scopul obținerii unei eficiențe mai mari în cercetarea științifică”. CNRS a fost reorganizat după Al Doilea Război Mondial și s-a orientat către cercetări fundamentale.
În anul 2009, avea în jur de 30.000 de angajați: 26.100 permanenți (11.700 cercetători și 14.400 ingineri, tehnicieni și personal administrativ), precum și 4000 în contract de colaborare. Bugetul anual este în jur de 3,3 miliarde de euro din care 500 milioane sunt din fonduri proprii.
CNRS este pe locul cinci în lume (după NASA și trei alte instituții americane) și pe primul loc în Europa (înaintea Max-Planck-Gesellschaft și a CERN) după clasamentul mondial „Webometrics”, care măsoară vizibilitatea pe web a institutelor de cercetări. 